# Emiel Jacques

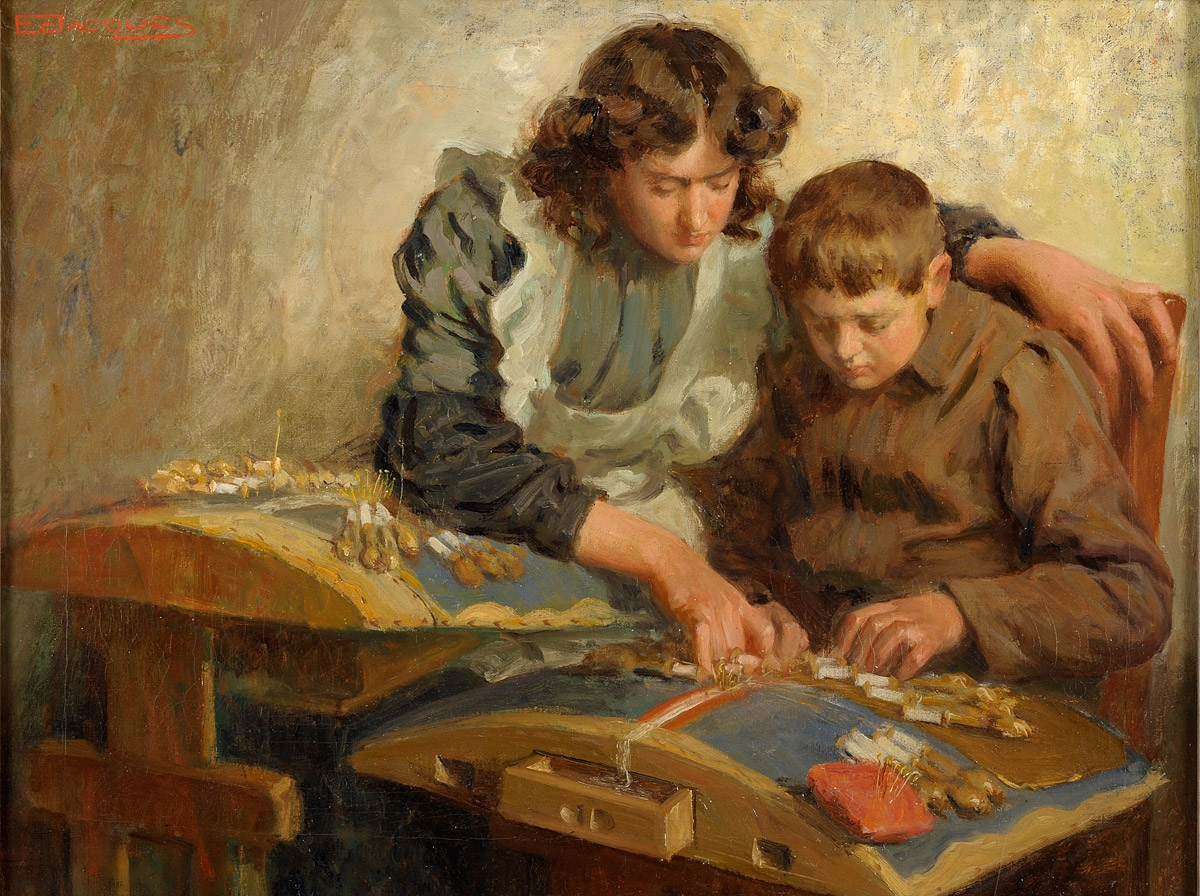
De kantklossers

Emiel Jacques, ook Emil Jacques of Emile Jacques (Moorslede, 17 juli 1874 - Michigan, 16 augustus 1937) was een Vlaams/Amerikaans kunstschilder, muralist, illustrator en professor.

## Opleiding
Jacques studeerde tussen 1890 en 1893 aan de kunstacademie van Roeselare, onder leiding van Ferdinand Callebert. Hij volgde tijdens zijn militaire dienst avondcursussen aan de academie van Antwerpen (1894) en tussen 1894 en 1903 aan het Hoger Kunstinstituut, atelier Pierre Jean Van der Ouderaa (1897).

## Carrière
De carrière van Jacques begon in 1901 met een eervolle vermelding in de Prijs van Rome. Hij vestigde zich in Brussel en behoorde er tot de derde School van Tervuren (1906). Hij trouwde in 1912 met Bertha, de dochter van de kunstschilder Frans Van Leemputten. In 1913 werd hij als professor aangenomen aan de academie van Mechelen.

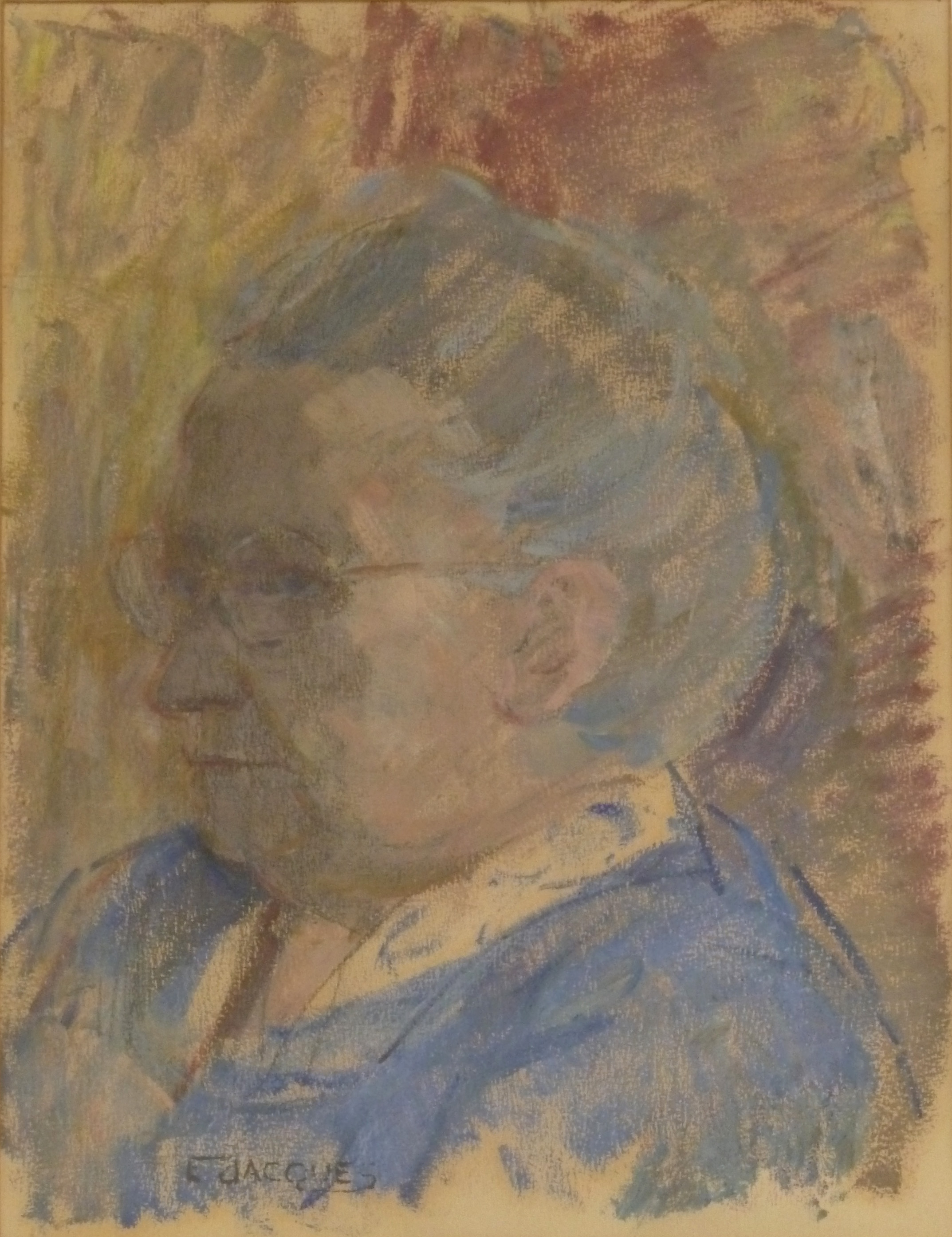
"Profiel van dame" (privébezit)

Naast portretten en genrestukken schilderde hij vooral landschappen in de openlucht. Hij bewonderde vooral de landschappen van Joseph Coosemans. Hij won in 1903 de Prijs voor Schilderkunst van de Stad Antwerpen. Dat gaf aanleiding tot zijn vlascyclus, aangekocht door het Museum van Oostende (nu Mu.ZEE). Het verscheen in 1913 in de vorm van een kunstalbum.
Na de Eerste Wereldoorlog werd hij beschuldigd van activisme en hij week daarom uit naar Nederland. Na een verblijf van vijf jaar in Den Haag en Nijmegen vertrok hij in 1924 naar de Verenigde Staten, waar hij exposeerde in de Stendahl Galleries in Los Angeles. In 1929 verhuisde hij naar South Bend, Indiana, waar hij professor en later hoofd werd van de kunstacademie van de Universiteit van Notre Dame. In de Verenigde Staten werd hij opgemerkt met zijn portretten en met een reeks wandschilderingen over het leven van de indianen.
Later vestigde hij een atelier in Portland en ging als professor werken aan de Columbia University. Twee jaar voor zijn overlijden door verdrinking in 1937 in Michigan werd hij Amerikaans staatsburger.

## Onderscheidingen
- Eervolle vermelding in de Prijs van Rome 1901 - werk bevindt zich in de Sint-Martinuskerk in Moorslede.
- Prijs van de stad Antwerpen (1903) met opdracht een elfdelige cyclus over de teelt en de nijverheid van het vlas. Deze schilderijen behoren tot de collectie van de provincie West-Vlaanderen en bevinden zich nu in het depot van Mu.ZEE in Oostende.
- In 1987 werd in Moorslede een standbeeld van de schilder opgericht.
- Een belangrijk werk De hoppepluk, eigendom van het Vlaamse Gewest, bevindt zich in de raadzaal van het gemeentehuis van Moorslede.